# Stan Greig
Stan Greig (* als Stanley Mackay Greig am 12. August 1930 in Joppa bei Edinburgh; † 18. November 2012) war ein schottischer Jazz-Musiker (Piano, auch Schlagzeug) und Bandleader.

## Leben und Wirken
Greig ist der Sohn eines Klavierbauers und -stimmers. Mit Al Fairweather und dessen Schulfreund Sandy Brown spielte er schon 1945 in der High School; später hatten sie eine gemeinsame Band in Edinburgh, mit der sie 1953 auch in London auftraten. 1954 zog Greig endgültig nach London und gehörte als Schlagzeuger den Ken Colyers Jazzmen an, mit denen er auch in Deutschland auftrat. 1955 arbeitete er erstmals mit Humphrey Lyttelton, dann mit Bruce Turner (auch als Pianist). Ende der 1950er Jahre arbeitete er wieder mit Lyttelton, erneut in Al Fairweathers und Sandy Browns All Star-Band (1958/59), in den 1960er Jahren meist jedoch mit Acker Bilks Paramount Jazz Band von 1960 bis 1968. 1960 begleitete er als Schlagzeuger mit Alexis Korner den Bluesmusiker Memphis Slim (Blue this Evening).
Nach 1969 wurde das Piano Greigs Hauptinstrument; er leitete eine eigene kleine Formationen und spielte vor allem Boogie Woogie und Bluespiano. Er begleitete Anfang der 1970er Jahre Dave Shepherd und Johnny Hawksworth; dann gründete er 1975 die London Jazz Big Band, die bis 1985 bestand und im 100 Club auftrat. Von 1977 bis 1980 spielte er mit George Melly, dann ging er 1980/82 als Bandleader in Europa auf Tourneen. Er arbeitete von 1985 bis 1995 erneut mit Lyttleton zusammen (diesmal als Pianist) sowie in den 1990ern mit Wally Fawkes. Mit seinem Stan Greig Trio spielte er (gelegentlich mit Charlie Watts als Drummer) vorwiegend in und um London.
Außerdem arbeitete mit Keith Smith, der Benny Waters/Freddy Randall Band und Art Hodes Blue Five & Six (1987). In den 1990er Jahren leitete Greig seine eigene Harlem Blues and Jazz Band, mit der er auch auf dem europäischen Festland tourte. 2000 spielte er in der Band von Laurie Chescoe (Now We Are Ten), 2002 mit Acker Bilk. Bedingt durch eine Parkinson-Erkrankung konnte er in den letzten Jahren nicht mehr auftreten.

## Diskographische Hinweise
Alben unter eigenem Namen
- Stan Greig Trio (Calligraph)
- Boogie Woogie (Lake, 1971–1997)

Alben als Sideman
- Acker Bilk: The Traditional Jazz Scene, Vol. 1 (Teldec, 1959–63)
- Sandy Brown: McJazz and Friends (Lake, 1956–58)
- Ken Colyer: In the Beginning (Lake, 1953/54)
- Al Fairweather: Fairweather Friends made to Measure (Lake, 1957–61)
- Humphrey Lyttelton: The Parlophones – Volume One – Four (Calligrapph, 1949–59)
- Humphrey Lyttelton: Beano Boogie (Calligraph, 1989)
- 'Humphrey Lyttelton: Rent Party (Stomp Off, 1991/92),
- Humphrey Lyttelton: Hear Me Talkin’ to Ya (Calligraph, 1993)